# Johann Christoph von Penterriedter
Johann Christoph von Pentenriedter (ur. (?), zm. 20 lipca 1728) – austriacki dyplomata, baron.
Pochodził z nobilitowanej rodziny mieszczańskiej (jego ojciec również Johann Christoph otrzymał tytuł szlachecki w 1662 roku).
Johann Christoph von Pentenriedter Młodzszy był sekretarzem delegacji Imperium Habsburskiego, która podpisywała pokój w Utrechcie (1713). W latach 1715–1716 i ponownie 1719–1722 był ambasadorem cesarza Karola VI Habsburga w Paryżu. Od 1717 do 1718 pełnił analogiczną misję dyplomatyczną w Londynie. Współtworzył tam coś w rodzaju komitetu rządzącego „poczwórnym sojuszem” (Quadruple Alliance) w składzie: Pentenriedter (Austria), Guillaume Dubois (Francja) i James Stanhope. Holenderski lider Anthonie Heinsius był regularnie informowany o decyzjach.
W 1722 roku  był reprezentantem Austrii na kongresie w Cambray. Słynął z olbrzymiego wzrostu. Znano go jako „najwyższego dyplomatę w Europie”. Zmarł podczas obrad kongresu w Soissons w 1728 roku. Cesarz Karol VI bardzo żałował odejścia wiernego sługi o czym świadczy cesarski list do kanclerza Philippa von Sinzendorffa.

## Źródła i bibliografia
- ADB artykuł: "Penterriedter, Christoph Freiherr von" (j.niem.). deutsche-biographie.de. [zarchiwizowane z tego adresu (2015-02-11)].
- R. B. Mowat, A History of European Diplomacy, 1451-1789, Longmans, Green & Co., 1928, s. 213-219  i 307.